# Euphractinae
Az Euphractinae az emlősök (Mammalia) osztályának a páncélos vendégízületesek (Cingulata) rendjébe, ezen belül az övesállatok (Dasypodidae) családjába tartozó alcsalád.

## Rendszerezés
Az alcsaládba az alábbi 5 nem és 7 faj tartozik:
- Calyptophractus (Fitzinger, 1871); szinonimája: Burmeisteria Gray, 1865 – 1 faj
  - nagy páncélos egér (Calyptophractus retusus) - korábban Chlamyphorus retusus
- Chaetophractus (Fitzinger, 1871) – 3 faj
- Chlamyphorus Harlan, 1825 – 1 faj
  - kis páncélos egér (Chlamyphorus truncatus)
- Euphractus (Wagle, 1830) – 1 faj
  - hatöves tatu (Euphractus sexcinctus)
- Zaedyus (Ameghino, 1889) – 1 faj
  - törpe tatu vagy pichi (Zaedyus pichiy)

Az 5 élő nem mellett, az alcsaládba egy fosszilis nem is tartozik, amely az oligocén és miocén korok idején élt.
- †Peltephilus